# Mistrzostwa Polski w Podnoszeniu Ciężarów Mężczyzn 1995
Mistrzostwa Polski w Podnoszeniu Ciężarów Mężczyzn 1995 – 65. edycja mistrzostw, która odbyła się w Siedlcach w dniach 31 marca–2 kwietnia 1995 roku.

## Wyniki
| Konkurencja: | Złoto:                                | Wynik             | Srebro:                                 | Wynik               | Brąz:                                    | Wynik             |
| 54 kg        | Sławomir Ruszczyk Okęcie Warszawa     | 232,5 (97,5+135)  | Tomasz Wałęsa Śląsk Wrocław             | 230 (100+130)       | Krzysztof Miśkiewicz Nadwiślanin Kwidzyn | 227,5 (105+122,5) |
| 59 kg        | Marek Gorzelniak Śląsk Wrocław        | 262,5 (112,5+150) | Wojciech Natusiewicz Budowlani Koszalin | 257,5 (115+142,5)   | Adam Zaorski LKS Terespol                | 245 (110+135)     |
| 64 kg        | Bogdan Rutkowski Flota Gdynia         | 275 (127,5+147,5) | Stanisław Szarek Flota Gdynia           | 272,5 (117,5+155,5) | Sławomir Wieczorek Mazovia Ciechanów     | 272,5 (127,5+145) |
| 70 kg        | Waldemar Kosiński Światowit Myszków   | 335 (155+180)     | Ryszard Ciupa WLKS Siedlce              | 307,5 (140+167,5)   | Arkadiusz Smółka Mazovia Ciechanów       | 307,5 (140+167,5) |
| 76 kg        | Andrzej Kozłowski Budowlani Opole     | 360 (160+200)     | Włodzimierz Chlebosz Śląsk Wrocław      | 340 (152,5+187,5)   | Paweł Ziółkowski Zawisza Bydgoszcz       | 315 (145+170)     |
| 83 kg        | Andrzej Cofalik Śląsk Tarnowskie Góry | 362,5 (162,5+200) | Tadeusz Drzazga Mazovia Ciechanów       | 330 (150+180)       | Zdzisław Faraś Legia Warszawa            | 320 (145+175)     |
| 91 kg        | Mariusz Rybka Legia Warszawa          | 350 (160+190)     | Janusz Glądys AZS-AWF Biała Podlaska    | 340 (150+190)       | Dariusz Zdrojewski Zawisza Bydgoszcz     | 355 (155+180)     |
| 99 kg        | Sławomir Zawada Zawisza Bydgoszcz     | 400 (180+220)     | Mariusz Jędra Śląsk Wrocław             | 357,5 (165+200)     | Ireneusz Chełmowski Zawisza Bydgoszcz    | 352,5 (152,5+200) |
| 108 kg       | Krzysztof Zawadzki Legia Warszawa     | 390 (172,5+217,5) | Dariusz Osuch Światowit Myszków         | 385 (167,5+217,5)   | Piotr Wysocki Mazovia Ciechanów          | 345 (150+195)     |
| +108 kg      | Stanisław Małysa Legia Warszawa       | 395 (180+215)     | Paweł Najdek Budowlani Nowy Tomyśl      | 395 (160+205)       | Krzysztof Głąb AZS-AWF Biała Podlaska    | 365 (165+200)     |